# Llanito
Llanito o Yanito è un dialetto creolo parlato a Gibilterra (Regno Unito) con forti influenze dal dialetto spagnolo andaluso e dall'inglese, ha minori influenze da portoghese, italiano, ligure, ebraico e  maltese. È la terza lingua parlata a Gibilterra dopo l'inglese (ufficiale) e lo spagnolo ed è parlata da circa 20.000-25.000 persone.
I gibilterrini chiamano sé stessi Llanitos (femminile Llanitas). Il termine colloquiale los Llanis è usato a La Línea de la Concepción, Algeciras e nelle città vicine.

## Parole in Llanito
EN=inglese
ES=spagnolo
LL=Llanito
EN bacon > LL bacon (pr. beki) = pancetta

EN cake > LL cake (pr. keki) = torta

EN battery > LL battery (pr. batteria come in spagnolo) = batteria

EN bobby (poliziotti londinesi) > LL bobi = poliziotto

EN porridge > LL kuecaro (dalla marca di porridge Quaker Oats) = porridge (farina di fiocchi d'avena con latte)

EN Happy Birthday > LL Hapi Berfday = Buon compleanno

## Esempi
Llanito: Hombre, I'm telling you que no puedes...

Spagnolo: Hombre, te digo que no puedes...

Inglese: Man, I'm telling you (that) you can't...
Llanito: Hay call para ti.

Spagnolo: Tienes una llamada.

Inglese: There's a call for you.
Llanito: Sí, pero at the end of the day...

Spagnolo: Sí, pero a fin de cuentas...

Inglese: Yes, but at the end of the day...
Llanito: Te llamo p'atras anyway

Spagnolo: Te devuelvo la llamada de todas maneras

Inglese: I'll call you back anyway